# Norman Lane
Norman Lane (n. 6 noiembrie 1919, Toronto, Ontario, Canada – d. 6 august 2014, Hamilton, Ontario, Canada) a fost un canoist ce a reprezentat Canada, medaliat olimpic. A participat la 2 ediții ale Jocurilor Olimpice (1948, 1952) în care a câștigat o medalie de bronz.